# أنبوب تخزين

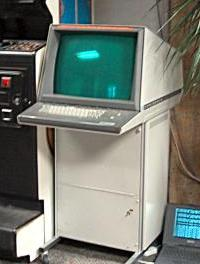
يستخدم جهاز Tektronix 4014 أنبوب تخزين لعرضه.

أنابيب التخزين (CRT) هي فئة من أنابيب الأشعة المهبطية المصممة للاحتفاظ بالصورة لفترة طويلة من الوقت، طالما يتم توفير الطاقة للأنبوب. تم استخدام نوع متخصص من أنابيب التخزين وهو أنبوب ويليامز، كنظام ذاكرة رئيسي على عدد من أجهزة الكمبيوتر المبكرة، من أواخر الأربعينيات إلى أوائل الخمسينيات من القرن الماضي. تم استبدالها بتقنيات أخرى، لا سيما الذاكرة الأساسية، بدءًا من الخمسينيات. عادت أنابيب التخزين في الستينيات والسبعينيات من القرن الماضي لاستخدامها في رسومات الكمبيوتر، وأبرزها سلسلة تيكترونيكس 4010. لقد عفا عليها الزمن اليوم، ووظائفها توفرها أجهزة ذاكرة منخفضة التكلفة وشاشات عرض بلورية سائلة.

## الخواص

### خلفية
يتكون أنبوب التخزين التقليدي من مسدس إلكتروني في الجزء الخلفي من الأنبوب يستهدف طبقة رقيقة من الفوسفور في مقدمة الأنبوب. اعتمادًا على الدور، يتم توجيه شعاع الإلكترونات المنبعثة من البندقية حول الشاشة باستخدام الوسائل المغناطيسية (التليفزيونية) أو الكهروستاتيكية (الذبذبات). عندما تصطدم الإلكترونات بالفوسفور، «يضيء» الفوسفور في ذلك المكان لبعض الوقت، ثم يتلاشى. طول الوقت الذي تبقى فيه البقعة هو دالة في كيمياء الفوسفور.
عند الطاقات المنخفضة للغاية، ستضرب الإلكترونات من البندقية الفوسفور ولن يحدث شيء. مع زيادة الطاقة، ستصل إلى نقطة حرجة،{\displaystyle V_{cr1}} يعمل على تنشيط الفوسفور وإشعاله للضوء. مع زيادة الجهد إلى ما بعد Vcr1، سيزداد سطوع البقعة. يسمح ذلك لأنبوب التخزين بعرض الصور بكثافة متفاوتة، مثل صورة التلفزيون.
فوق Vcr1، يبدأ أيضًا تأثير آخر، وهو الانبعاث الثانوي. عندما تضرب الإلكترونات أي مادة عازلة على طاقة حرجة معينة، تُجبر الإلكترونات الموجودة داخل المادة على الخروج منها من خلال الاصطدامات، مما يزيد من عدد الإلكترونات الحرة. يستخدم هذا التأثير في مضاعفات الإلكترون كما هو موجود في أنظمة الرؤية الليلية والأجهزة المماثلة. في حالة أنبوب التخزين، يكون هذا التأثير غير مرغوب فيه بشكل عام؛ تعود الإلكترونات الجديدة عمومًا إلى الشاشة وتتسبب في إضاءة الفوسفور المحيط بها، والذي يظهر على أنه انخفاض في تركيز الصورة.
معدل الانبعاث الثانوي هو أيضًا دالة لطاقة حزمة الإلكترون، ولكنه يتبع منحنى معدل مختلف. مع زيادة طاقة الإلكترون، يزداد المعدل حتى يصل إلى عتبة حرجة، Vcr2 عندما يكون عدد الانبعاثات الثانوية أكبر من العدد الذي توفره البندقية. في هذه الحالة، تتلاشى الصورة الموضعية بسرعة حيث تكون الطاقة التي تترك الشاشة عبر الإلكترونات الثانوية أكبر من المعدل الذي يتم توفيره بواسطة البندقية.
في أي أنبوب التخزين، يتم عرض الصور بضرب الشاشة بطاقات الإلكترون بين هاتين القيمتين، Vcr1 وVcr2. أقل من Vcr1 لا يتم تشكيل أي صورة، وفوق Vcr2 أي صورة بسرعة.
أحد الآثار الجانبية الأخرى، وهو أمر مثير للفضول في البداية، هو أن الإلكترونات ستلتصق بالفوسفور في المناطق المضاءة. عندما يتلاشى انبعاث الضوء، يتم إطلاق هذه الإلكترونات بالمثل مرة أخرى في الأنبوب. تكون الشحنة عمومًا صغيرة جدًا بحيث لا يكون لها تأثير مرئي، وقد تم تجاهلها بشكل عام في حالة شاشات العرض.

### تخزين
تم استخدام هذين التأثيرين في بناء أنبوب التخزين. تم إنجاز التخزين بضرب أي فوسفور طويل العمر بإلكترونات ذات طاقات أعلى بقليل من Vcr1 بإلكترونات أعلى من Vcr2. كان هناك أي عدد من أنواع التخطيطات الميكانيكية المستخدمة لتحسين التركيز أو التسبب في تحديث الصورة إما داخليًا على الأنبوب أو من خلال التخزين خارج اللوحة.
أسهل مثال يمكن فهمه هو أنظمة ذاكرة الكمبيوتر المبكرة كما يميزها أنبوب ويليامز. وتألفت هذه من فائض عرض الرادار في الحرب العالمية الثانية أنبوب التخزينs متصلة بجهاز كمبيوتر. تم توصيل لوحات انحراف X وY بمكبرات الصوت التي حولت مواقع الذاكرة إلى مواضع X وY على الشاشة.
لكتابة قيمة إلى الذاكرة، تم تضخيم العنوان وإرساله إلى لوحات انحراف Y، بحيث يتم تثبيت الحزمة على خط أفقي على الشاشة. يقوم مولد قاعدة الوقت بعد ذلك بضبط لوحة انحراف X على زيادة الفولتية، مما يتسبب في مسح الحزمة عبر الخط المحدد. في هذا الصدد، يشبه التلفزيون التقليدي الذي يمسح خطًا واحدًا. تم ضبط البندقية على طاقة افتراضية قريبة من Vcr1، وتم تغذية البتات من الكمبيوتر إلى البندقية لتعديل الجهد لأعلى ولأسفل بحيث يكون Vcr1 cr1 و1 أعلى منه. بحلول الوقت الذي وصلت فيه الحزمة إلى الجانب الآخر من الخط، تم رسم نمط من الشرطات القصيرة لكل 1، بينما كانت الصفر مواقع فارغة.
لقراءة القيم مرة أخرى، تم ضبط لوحات الانحرافات على نفس القيم، ولكن تم ضبط طاقة البندقية على قيمة أعلى من Vcr2. أثناء مسح الحزمة للخط، تم دفع الفوسفور إلى ما بعد عتبة الانبعاث الثانوية. إذا كان الشعاع موجودًا على مساحة فارغة، فسيتم إطلاق عدد معين من الإلكترونات، ولكن إذا كان فوق منطقة مضاءة، فسيتم زيادة العدد بعدد الإلكترونات التي تم لصقها مسبقًا في تلك المنطقة. في أنبوب ويليامز، تمت قراءة هذه القيم عن طريق قياس سعة لوحة معدنية أمام جانب العرض للأنبوب مباشرة. اصطدمت الإلكترونات التي تغادر مقدمة أنبوب التخزين باللوحة وغيرت شحنتها. نظرًا لأن عملية القراءة تمحو أيضًا أي قيم مخزنة، كان لابد من إعادة توليد الإشارة من خلال الدوائر المرتبطة. إن أنبوب التخزين بمدفعين إلكترونيين، أحدهما للقراءة والآخر للكتابة، جعل هذه العملية تافهة.

### أنظمة التصوير
تتطلب أنظمة رسومات الكمبيوتر الأقدم، مثل تلك الخاصة بـ TX-2 وDEC PDP-1، الاهتمام الكامل من الكمبيوتر للحفاظ عليها. تمت قراءة قائمة النواقل المخزنة في الذاكرة الرئيسية بشكل دوري على الشاشة لتحديثها قبل أن تتلاشى الصورة. حدث هذا بشكل متكرر بما يكفي لدرجة أنه لم يكن هناك سوى القليل من الوقت للقيام بأي شيء آخر، وأنظمة تفاعلية مثل سبيسوير كانت جهود برمجة جولة.
من أجل الاستخدام العملي، تم تطوير شاشات العرض الرسومية التي تحتوي على ذاكرتها الخاصة وجهاز كمبيوتر مرتبط بها بسيط للغاية أدى إلى إلغاء تحميل مهمة التحديث من الكمبيوتر الرئيسي. لم يكن هذا غير مكلف؛ بلغت تكلفة محطة الرسومات آي بي إم 2250 المستخدمة مع آي بي إم سي/ 360 نحو 280 ألف دولار في عام 1970.
يمكن أن يحل أنبوب التخزين محل معظم أو كل الأجهزة المترجمة عن طريق تخزين المتجهات مباشرة داخل الشاشة، بدلاً من جهاز كمبيوتر محلي مرتبط. يمكن محاكاة الأوامر التي تسببت سابقًا في قيام الجهاز بمحو ذاكرته وبالتالي مسح الشاشة عن طريق مسح الشاشة بأكملها بطاقة أعلى من Vcr2. في معظم الأنظمة، أدى ذلك إلى «وميض» الشاشة بأكملها بسرعة قبل مسحها إلى حالة فارغة. المزايا الرئيسية هما:
- يحتاج عرض النطاق الترددي المنخفض جدًا،[18] مقارنة بشاشات عرض الرسومات المتجهة، مما يسمح بمسافات أطول بكثير بين الكابلات والطرف
- لا حاجة إلى ذاكرة الوصول العشوائي للعرض المحلي (كما هو الحال في المحطات الحديثة)، والتي كانت باهظة الثمن في ذلك الوقت.

بشكل عام، يمكن تقسيم أنابيب التخزين إلى فئتين. في الفئة الأكثر شيوعًا، كانوا قادرين فقط على تخزين الصور " الثنائية" ؛ كانت أي نقطة على الشاشة مضاءة أو مظلمة. ربما كان أنبوب تخزين تيكترونيكس دايركت-فيو بيستابل ستوراج أفضل مثال في هذه الفئة. كانت أنابيب التخزين الأخرى قادرة على تخزين الصور ذات تدرج الرمادي / الألوان النصفية، وكانت المقايضة عادةً وقت تخزين أقل بكثير.
بعض شاشات أنابيب التخزين الرائدة كانت في معهد ماساتشوستس للتكنولوجيا ضمن مشروع ماك (بالإنجليزية: Project MAC)‏، ومحطات العرض كومبوتيك 400 (مشتق تجاري)، والتي استخدمت كلاهما وحدة عرض تخزين نوع تيكترونيكس 611، ومحطة تيكترونيكس 4014، أصبح هذا الأخير معيارًا طرفيًا للكمبيوتر بحكم الواقع بعض الوقت بعد تقديمه (تم محاكاته لاحقًا بواسطة أنظمة أخرى بسبب هذه الحالة). أول نظام تعليم بمساعدة الكمبيوتر معمم كان بلاتو I عام 1960. استخدمت أنبوب تخزين كشاشة رسومات حاسوبية. كما استخدم بلاتو II وبلاتو III أنابيب التخزين كشاشات عرض.

## المراج
1. ↑  "The Recording Storage Tube". The Recording Storage Tube. 5 أكتوبر 2021. مؤرشف من الأصل في 2021-11-24. اطلع عليه بتاريخ 2021-11-24.
2. ↑  Zoeren-Grobben، D.؛ Moison، RMW؛ Ester، WM؛ Berger، HM (1993). "Lipid peroxidation in human milk and infant formula: effect of storage, tube feeding and exposure to phototherapy". Acta Paediatrica. Wiley. ج. 82 ع. 8: 645–649. DOI:10.1111/j.1651-2227.1993.tb18032.x. ISSN:0803-5253.
3. ↑  "Signal-to-Noise Improvement through Integration in a Storage Tube". IEEE Xplore. 5 أكتوبر 2021. مؤرشف من الأصل في 2021-11-24. اطلع عليه بتاريخ 2021-11-24.
4. ↑  "Role of porous metal foam on the heat transfer enhancement for a thermal energy storage tube". Applied Energy. ج. 239: 142–156. 1 أبريل 2019. DOI:10.1016/j.apenergy.2019.01.075. ISSN:0306-2619. مؤرشف من الأصل في 2020-06-30. اطلع عليه بتاريخ 2021-11-24.
5. ↑  "Melting assessment on the angled fin design for a novel latent heat thermal energy storage tube". Renewable Energy. ج. 183: 406–422. DOI:10.1016/j.renene.2021.11.007. ISSN:0960-1481. مؤرشف من الأصل في 2021-11-24. اطلع عليه بتاريخ 2021-11-24.
6. ↑  "Multicolor storage tube". Multicolor storage tube. 5 أكتوبر 2021. مؤرشف من الأصل في 2021-11-24. اطلع عليه بتاريخ 2021-11-24.
7. ↑  "Electrostatic storage tube". IEEE Xplore. 5 أكتوبر 2021. مؤرشف من الأصل في 2021-11-24. اطلع عليه بتاريخ 2021-11-24.
8. ↑  "Photo erasable dark trace cathode-ray storage tube". IEEE Xplore. 5 أكتوبر 2021. مؤرشف من الأصل في 2021-11-24. اطلع عليه بتاريخ 2021-11-24.
9. ↑  van Dam، A.؛ Michener، J. C. (1971). "Storage Tube Graphics a Comparison of Terminals". Advanced Computer Graphics. Boston, MA: Springer US. ص. 851–886. DOI:10.1007/978-1-4613-4606-7_47.
10. ↑  "Investigative Radiology". LWW. مؤرشف من الأصل في 2021-11-24. اطلع عليه بتاريخ 2021-11-24.
11. ↑  "Measurement of probabilities and correlations with a storage tube". IEEE Xplore. 5 أكتوبر 2021. مؤرشف من الأصل في 2021-11-24. اطلع عليه بتاريخ 2021-11-24.
12. ↑  "A microprocessor-based refreshing buffer for storage tube graphics terminals". Computers & Graphics. ج. 2 ع. 4: 205–208. 1 يناير 1977. DOI:10.1016/0097-8493(77)90016-4. ISSN:0097-8493. مؤرشف من الأصل في 2021-11-24. اطلع عليه بتاريخ 2021-11-24.
13. ↑  "Characteristics of a Transmission Control Viewing Storage Tube with Halftone Display". IEEE Xplore. 5 أكتوبر 2021. مؤرشف من الأصل في 2021-11-24. اطلع عليه بتاريخ 2021-11-24.
14. ↑  Phillips، R. L. (1971). "Production of Computer Animated Films from a Remote Storage Tube Terminal". Advanced Computer Graphics. Boston, MA: Springer US. ص. 723–731. DOI:10.1007/978-1-4613-4606-7_42.
15. ↑  "The Tenicon: A High Resolution Information Storage Tube". ScienceDirect. 1 يناير 1962. ص. 287–298. DOI:10.1016/S0065-2539(08)61160-9. ISSN:0065-2539. مؤرشف من الأصل في 2021-11-24. اطلع عليه بتاريخ 2021-11-24.
16. ↑  "Computer Display Review", Keydata Corp., March 1970, pp. V.1980, V.1964 Archived at the واي باك مشين نسخة محفوظة 22 نوفمبر 2021 على موقع واي باك مشين.
17. ↑  Lehrer، Norman H.؛ Ketchpel، Richard D. (1966). Recent progress on a high-resolution, meshless, direct-view storage tube. New York, New York, USA: ACM Press. DOI:10.1145/1464291.1464348.
18. ↑  
Michael L. Dertouzos (أبريل 1967). "Phaseplot: An On-Line Graphical Display Technique". معهد مهندسي الكهرباء والإلكترونيات. EC-16 ع. 2: 203–209. DOI:10.1109/pgec.1967.264817. The main advantage of this technique is graphical data compression.
19. ↑  
Michael L. Dertouzos (أبريل 1967). "Phaseplot: An On-Line Graphical Display Technique". معهد مهندسي الكهرباء والإلكترونيات. EC-16 ع. 2: 203–209. DOI:10.1109/pgec.1967.264817. This article describes the principle used in the graphical output portion of the Computek series 400 Display Terminals (added to a reprint of the article distributed by Computek)
20. ↑  "An Experimental Image Storage Tube for the Detection of Weak Optical Images of Low Contrast". ScienceDirect. 1 يناير 1960. ص. 247–261. DOI:10.1016/S0065-2539(08)60638-1. ISSN:0065-2539. مؤرشف من الأصل في 2021-11-24. اطلع عليه بتاريخ 2021-11-24.

}